# Magnetska rezonancija
Magnetska rezonancija (akr. MR, [em-er]), pojačana apsorpcija elektromagnetskog zračenja pri prijelazu između magnetskih kvantnih stanja u nekom materijalu.

## Uvod
Uređaji MR-a snimaju signale koji potiču iz jezgri vodika (protona) koje se nalaze u molekulama ljudskog tijela koje je postavljeno u snažno, homogeno magnetsko polje. Magnetsko polje se označava jedinicom tesla (T). Dobiveni signal se snima u matricu nazvanu k-prostor (eng. k-space), analizira računalom i preračunava u snimku koja odgovara malenom volumenu tkiva (engl. voxel). 
Kako se prilikom snimanja koriste jako magnetsko polje i radiovalovi, snimanje je neškodljivo za razliku od radioloških metoda pri čemu se koriste rendgenske zrake (x-zrake) jer kod MR-a ne dolazi do ionizacije tkiva. Ipak dio energije se prenese u tkivo što se naziva SAR (od engl. specific absorption rate) i obilježava energiju koja se preda kao u zagrijavanje tkiva. Jedinica je mW/kg.
Posebna briga je potrebna kod trudnica jer iako nije dokazano štetno djelovanje samog snimanja MR-om, kontrast koji sadrži metal gadolinij prolazi kroz placentu u plod i postoji sumnja da ga može oštetiti. Stoga žene kod kojih postoji mogućnost trudnoće trebaju to napomenuti prije snimanja.

## Podjela uređaja
Prema jakosti magnetskog polja uređaje za snimanje MR-om djelimo na:
- Niske jakosti polja - do 0.5 T
- Srednje jakosti polja - 0.5 T do 1 T
- Visoke jakosti polja - 1 T i više (1.5 T, 2 T, 3 T, 7 T, ...)

Za usporedbu, zemljino magnetsko polje je 50 μT (0.000 05 T). 
Prema vrsti magneta uređaje dijelimo na:
- Rezistivne (otporničke) magnete - polje se dobiva proticanjem jakih struja kroz posebne zavojnice. Ovi uređaji se zbog niza problema u konstrukciji i korišenju više ne koriste i ne proizvode.
- Permanentne magnete - magnet je građen od posebnog oblika željezne prašine - feromagneta. Kod ovih je uređaja vrlo teško (zbog karakteristika samog materijala) postići dovoljno homogena polja jača od 0.4 T. Ipak vrlo su dugotrajni, jeftini za korištenje, pouzdani i danas s dobrim svojstvima. Vrlo su tihi i udobni za pacijente (nazivaju se i "otvoreni"). Posebno su poznati kao pogodni za intervencijske zahvate. Magnetsko polje kod njih nije moguće isključiti.
- Supravodljivi magneti - podobni za postizanje vrlo jakih i homogenih polja (i do 9 T) pa su usprkos visokoj cijeni (nabave i održavanja) vrlo popularni i česti. Polje se postiže projtecanjem struje kroz zavojnicu supravodljivog materijala na vrlo niskim temperaturama, npr. uronjenu u tekući helij. Zbog jakog polja proizvode dosta buke prilikom snimanja, a uvjeti snimanja i rada su im nešto stroži nego kod permanentnih.

## Osnove
Jakost signala koji se odašilje iz tkiva ovisi o nizu svojstava molekule koje sadrže vodik i okolnih molekula unutar tkiva. Jezgre atoma s neparnim brojem protona i/ili neutrona rotiraju oko svoje osi. Ako se takve jezgre dovedu u jako homogeno magnetsko polje, te im se dovede energija na rezonatnoj frekvenciji, one će odaslati sličan, slabi signal. Signal se snima pomoću zavojnica i niza pojačala te se digitalizira i obrađuje računalom. Jakost signala opada obrnuto proporcionalno s kvadratom udaljenosti i vrlo je slab. Iako većina uređaja danas koriste četverostruke zavojnice, uređaju često mogu koristiti i više zavojnica odjednom ili imati više samih zavojnica (32, 64, 128, 256, ...) postavljenih uz tkivo kako bi što više signala snimile i na taj način poboljšale odnos signala i šuma a time i kvalitetu snimka.
Glavno magnetsko polje određuje rezonantu frekveciju ali i visinu signala koji skoro linearno raste s porastom polja (u okviru vrijednosti koje se danas redovno koriste (0.2 do 3 T). Što je polje jače (3 T i više), također rastu i dielektrički efekti samog tkiva što otežava snimanje i uvodi nove artefakte. Ipak, povišena razina signala omogućava snimanje u većoj rezoluciji (više detalja) i tanjih slojeva. 
Osnovni način je spin-echo (SE), gdje se uvođenjem gradijenta osnovnog magnetskog polja samo dio tkiva dovodi u rezonanciju s uređajem, nakon čega se odašilje signal za pobudu na toj, karakterističnoj frekvenciji. Da bi sloj bio što bolje ocrtan, nužno je precizno i snažno postavljanje gradijenata magnetskog polja. Kako bi snimanje bilo što brže, potrebno je da je postupak postavljanja tih gradijenata što brži. Zbog toga je jedna od važnijih karakteristika uređaja MR-a osim same jačine osnovnog polja jakost (mT/m) i brzina (mT/m/ms) gradijenata. Vrlo bitno svojstvo uređaja je i homogenost polja, posebice kod spektroskopije MR-om, a koja se označava s ppm, npr. 4 ppm. Homogenost polja može biti izražena u jednoj ravnini, u više ravnina i u cijelom polju.
Količina eletromagnetske energije primijenjena na početku snimanja sloja se obično izražava u stupnjevima (°), gdje 180° označava energiju potrebnu za prekretanje spina u smjer suprotan od onog kojeg daje magnetsko polje uređaja. SE tehnike obično koriste tu energiju, ali dio tehnika koristi manje energije čime se smanjuje i vrijeme relaksacije - otpuštanja energije u obliku radiovala.

## Načini snimanja
Za razliku od drugih radioloških metoda (RTG, CT, UZ) u MR postoji niz načina snimanja tkiva. Proizvođači često imaju svoje zaštićene nazive raznih tehnika iako vrlo često počivaju na istim ili vrlo sličnim principima.

### Tehnike korištenjem samog spina
- SE - već spomenut spin-echo je najjednsotavniji način snimanja. Karakteristične snimke se nazivaju T1 (vrijeme kada je 33.33% protona relaksirano) i T2 (vrijeme kada je 66.66% protona relaksirano). T1 snimke daju visok signal masti, dok T2 snimke daju vrlo visok signal vode. Prema ovim snimkama se uspoređuju sve ostale tehnike te se kaže da je snimka T1-mjerena ili T2-mjerena.
- FSE - fast spin-echo ili turbo spin-echo ili slično je tehnika snimanja (obično T2 snimaka) kada se radi ubrzavanja snimanja dio k-prostora svakog sloja snima "prije" vremena. Na taj način se dobiva manje ili više artefakt "T1 snimke u T2 snimci", odnosno dio signala masti je također snimljen iako bi na snimci svijetli dijelovi biti samo od signala vode. Danas su sve T2 snimke snimane na taj način jer bi obično snimanje SE T2 simke vrlo dugo i do 12 minuta na uređajima od 1 T!
- IR - inversion recovery - T1 tehnika snimanja gdje se tkivo daodatnim signalom "pripremi" prije samog snimanja sloja. Na taj način se može dobiti veći kontrast i razlikovanje tkiva prema raznim svojstvima, uglavnom količini vode.Snimka mozga FLAIR tehnikom
- FLAIR - fluid attenuated inversion recovery je varijanta T1 IR snimanja kod koje se postiče potiskivanje signala vode ali na drugačiji način od "čistih" T1 snimaka. Vrlo korisno za otkrivanje promjena u tkivu mozga (ožiljci, demijelinizacija, otok tkiva, svježa krv, ...).
- STIR - short tau inversion recovery je posebna tehnika T1 snimaka kod kojih se signal masti potiskuje. Paradoksalno jer T1 snimke sadrže uglavnom signal masti, zbog čega su slike vrlo tamne. Baš zbog toga su snimke vrlo korisne za prikazivanje otoka, metastaza, ožiljka i sličnih sukulentnih tkiva.

### Tehnike nastale korištenjem gradijenata
- GE - općeniti naziv za tehnike kod kojih se pomoću gradijenata primijenjenih na osnovno magnetsko polje mijenja dinamika relaksacije protona i time postiže drugačija snimka i/ili se smanjuje vrijeme snimanja.
- T2* - Vrsta T2 snimanja kod koje se snimanje vrši kada je više od 66% protona relaksirano. Često je riječ o gradijentnoj tehnici snimanja. Koristi se danas uglanovm kod snimanja kostiju, zglobova i slično.
- CISS - steady-state gradijentne tehnike, vrlo brze tehnike snimaja pomoću kojih je moguće snimati i vrlo brze kretnje, kao recimo kod srca.

### Ostale, posebne tehnike
- DWI - diffusion weighted imaging - tehnika snimanja kod koje se poništava sav signal iz tkiva, tako da jedino signal onih molekula koje se kreću zbog difuzije biva prikazan. Tehnika je vrlo zahtjevna za uređaj i samo uređaji s dobrim, jakim i brzin gradijentima mogu dovoljno poništiti signal da se ne vidi "prosvjetljavanje T2 snimke" koje se i kod jakih uređaja može naslutiti. Ove snimke se svakodnevno koriste za pronalaženje moždanog tkiva koje je doživjelo ishemiju, odnosno inzult. Eksperimentalni modeli su pokazali da je ovim snimanjem moguće otkriti odumiranje stanica svega nekoliko (7–8) minuta nakon početka ishemije, odnosno nekoliko minuta nakon teoretskog odumiranja stanica.
- DTI - diffusion tenzor imaging - tehnika snimanja difuzije duž vlakana neurona, čime se dobivaju korisni podatci o toku snopova neurona u mozgu što je korisno kod nekih operativnih zahvata ali i kod analiza nekih bolesti i stanja. Ne primjenjuje se rutniski.
- MRS - MR-spektroskopija - iz odabranih dijelova tkiva mozga i patološki promijenjena tkiva se dobivaju spektri/signali pomoću kojih se može, kao i kod obične sporektroskopije zaključiti o molekulama koje se nalaze u tkivu. MRCP-snimak proširenih žučnih vodova, vidljiv i dio dvanaesnika Iako ponegdje rutinska metoda ipak se rijetko koristi.
- fMRI - funkcionalna magnetska rezonancija, moguće je ponavljanim snimanjem tkiva dobiti razliku u signalu koja je posljedica promjene u tkivu koja nastaje njegovim korištenjem. Kako je obično riječ o snimanju mozga, ovim snimanjem je moguće pokazati aktivnost dijelova mozga pri izvršavanju nekih zadataka. Nije rutinska metoda.
- MRA - MR-angiografija - iako postoji nekoliko tehnika (phase contrast, time of flight, ...) ove metode na današnjim uređajim uspješno mogu zamijeniti prikaz krvnih žila mozga i vrata klasičnom i DSA angiografijom, kod uređaja s jačim poljem i odličnim gradijentima mogu se snimati krvne žile svih dijelova tijela.
- MRCP - (engl. magnetic resonance cholecysto-pancreatography: magnetskorezonancijska kolecistopankreatografija) prikaz žučnih vodova iztazito T2 mjerenom tehnikom. Tekućima (žuč i slično) unutar vodova se može prikazati na nekoliko načina, dok je brz i dobar način prikaza tehnika MRCP-a. Iako je prikaz sličan invazivnoj metodi ERCP, često se je samo dio pregleda.

- Potiskivanje signala masti ili vode - Mijenjanjem razmaka (vremena) između signala kojima se pobuđuje dio tkiva, moguće je dobiti promjene u fazi signala masti i vode te zatim izračunati razne učinke na sliku, kao što su: poklapanje signala masti i vode. Drugi način je da se mijenjanjem tih razmaka signali masti ili vode sasvim potisnu što daje još više podataka o samom tkivu koje se snima.

## k-prostor (matrica)
1983 Ljunggren i Tweig neovisno jedan od drugoga predstavljaju takozvani k-prostor, tehniku kojom ujedinjuju tehnike prikaza MR-a. Pokazali su da demodulacijom signala MR-a {\displaystyle S(t)} kojeg stvaraju spinovi jezgara koji imaju slobodnu precesiju u linearnom magnetskom polju {\displaystyle G} daju vrijednost Fourierove transformacije efektivne gustoće samog spina {\displaystyle \rho _{\mathrm {eff} }\ } tj.
{\displaystyle S(t)={\tilde {\rho }}_{\mathrm {effective} }({\vec {k}}(t))\equiv \int d^{3}x\ \rho ({\vec {x}})\cdot e^{2\pi \imath \ {\vec {k}}(t)\cdot {\vec {x}}}}
gdje:
{\displaystyle {\vec {k}}(t)\equiv \int _{0}^{t}{\vec {G}}(t')\ dt'}
Drugim riječima, kako vrijeme proalzi, signal ocrtava putanju u K-prostoru s vektorom brzine putanje koja je proprocionalna vektoru narinutog magnetskog gradijenta.
Ffektivna gustoća spina predstavlja pravu gustoću spina {\displaystyle \rho ({\vec {x}})} uz ispravak učinaka {\displaystyle T_{1}} pripreme, {\displaystyle T_{2}} opadanja signala, gubitka homogenosti (faze) zbog nehomogenosti polja, protoka, difuzije i slično kao i ostalih učinaka na količinu transverzalne magnetizacije koja može inducirati signal u prijemniku VF signala.
Iz osnovne formule k-prostora slijedi kako sliku možemo rekonstruirati {\displaystyle I({\vec {x}})} ako se na matricu primjeni inverzna Fourierova transformacija.
{\displaystyle I({\vec {x}})=\int d^{3}k\ S({\vec {k}}(t))\cdot e^{-2\pi \imath \ {\vec {k}}(t)\cdot {\vec {x}}}}
Koristeći prikaz pomoću k-prostora, složena ideja je jako pojednostavljena. Na primjer, učinak faznog kodiranja (spn-wrap tehnika) prostora postaje znatno jasniji. U standardnim SE ili GE tehnikama gdje je gradijent za očitavanja stalan (npr. {\displaystyle G_{x}}), pobuđivanjem prostora pomoću VF signala, samo jedna linija k-prostora se očitava (snima). Kada je gradijent faznog očitanja nula, linije se snimaju po {\displaystyle k_{x}} osi. Ako je fazni gradijent različit od nule, u vremenu između VF impulsa za pobudu i gradijenta za očitanje, linija koja se očitava bivapomaknuta gore ili dolje u K-prostoru; npr. snimamo liniju {\displaystyle k_{y}}=konstanto.
k-prostor također olakšava usporedbu raznih tehnika snimanja. U EPI tehnici s jednim impulsom, sve linije k-prostora se očitavaju odjednom, nakon čega slijedi sinusna ili zupčasta putanja. Kako su naizmjenične linije k-prostora očitane u suprotnim smjerovima, to se mora uzeti u obzir kod rekonstrukcije slike. FES ili EPI tehnike s više impulsima snimaju samo dio k-prostora nakon svakog impulsa. Svaki impuls snima drugi dio prostora (red, liniju) i to se ponavlja dok se ne ispuni čitav K-prostor (matrica). Kako podaci u sredini matrice predstavljaju niže prostorne frekvencije od prostora na rubovima k-prostora, sve što je bliže centru matrice {\displaystyle T_{E}} više utječe na {\displaystyle T_{2}} kontrast snimke.
Važnost središta k-prostora u vidu utjecaja na kontrast snimke dolazi do izražaja u ostalim, naprednijim tehnikama snimanja. Jedna od takvih je spiralno snimanje - magnetski gradijent koji se narine u ritorajućoj putanji daje spiralno očitanje k-prostora (punjenje matrice) od centra prema rubu. Kako je {\displaystyle T_{2}} i {\displaystyle T_{2}*} opadanje (vrijeme) signala najjače pri početku snimanja, tako snimanje središnjeg dijela daje jači odnos signala i šuma (S/Š, SNR) u usporedbi s uobičajenim zupčastim-isprepletenim načinom prolaska kroz k-prostor, pogotovo ako je prisutno kretaje.
Kako su {\displaystyle {\vec {x}}} i {\displaystyle {\vec {k}}} konjugirane (imajući Fourierovu transformaciju u vidu) Nyquistov teorem, možemo pokazati kako korak u k-prostoru određuje veličinu snimanog prostora (najveći frekvenciju koja je pravilno snimljena) dok maksimalna vrijednost k uzorka oređuje rezoluciju.
{\displaystyle FOV\propto {\frac {1}{\Delta k}}\qquad \mathrm {Resolution} \propto |k_{\max }|}
(Ovo se primjenjuje na svaku os [X, Y i Z] novisno jedna o drugoj).

### Cijena uređaja i pregleda
Cijena uređaja jako ovisi o snazi polja ali i drugim mogućnostima. Današnji uređaji od 1.5T koštaju od 5,000,000 do 30,000,000kn, ovisno o jakosti polja, ali se cijene za istu snagu polja razlikuju ovisno o brzini i snazi gradijenata koje uređaj može postići. Permanentni, otvoreni, koštaju značajno manje, do 5,000,000 kn. Jači magneti su u pravilu teži pa su troškovi postavljanja i do 30% cijene samog uređaja. Opremljenost uređaja zavojnicama, raznovrsnot sekvencija i brzina računala za rekonstrukciju slike također utječe na cijenu. 
Cijena samog pregleda jako ovisi o učinjenim tehnikama i danom kontrastu koji je dosta skup (10ml košta više od 200kn) no uobičajene cijene se kreću od 700 do 3000 kn. U RH potrebno je početkom 2000-ih bilo obvezno potvrditi uputnicu sa stražnje strane (od strane specijalista koji preporuča pregled) s potpisom i žigom ustanove (takvi su bili propisi HZZO-a). Preporuka specijaliste je i danas potrebna.
Ustanove izvan sustava HZZO-a ne traže ni preporuku niti uputnice. 
Cijena snimanja je u pravilu veća nego na CT-u, iako kontrola cijene od strane HZZO-a utječe na to da su neki pregledi u zemljana EU skuplji i deset puta nego u RH.

### Rizici po bolesnike i pravila ponašanja pri snimanju
Nisu poznate nuspojave izlaganju magnetskim poljima i radiovalovima u trajanju i intenzitetu koji se koriste za snimanje na uređajima MR-a.
Ipak, EU je predložila smjernice  Arhivirana inačica izvorne stranice od 5. ožujka 2014. (Wayback Machine) kojima bi znatno ograničila korištenje svih uređaja MR-a. Cilj smjernica je bilo uvesti znatna ograničenja za profesionalne djelatnike u industrijama koje koriste radio valove (npr. telekomunikacije). Sporni prijedlog je poslan na reviziju zalaganjem radiologa u čitavoj EU.
Za davanje kontrasta postoje kontraindikacije (trudnoća, kronična dijaliza,...) dok se sami pregled uglavnom izbjegava u trudnica u prvom tromjesečju (iako nema dokaza o nuspojavama). Također osobe koje imaju probleme sa zatvorenim prostorima trebaju potražiti savjet ili uređaje koji su "otvorene" konstrukcije.
Do sada je zabilježeno svega par ozbiljnih ozljeda pri samom početku korištenja MR-a i sve su bile vezane uz metalne (željezne) predmete koji su ozljedili bolesnike i osoblje (škare, boca za kisik, bolesnička kolica). Kako magnetsko polje jako privlači željezne predmete, na svakom uređaju stoje upozorenja. Tako bolesnici koji imaju u sebi legure željeza ili pacemaker trebaju svakako obavjestiti liječnika i osoblje prije ulaska u prostoriju s uređajem MR-om. Također razne tetovaže, naušnice, zubne proteze i slično mogu smetati snimanju ili izazvati neželjene učinke, pa čak i opekotine.

### Hitnost pregleda
Iako pregledi MR-om imaju znatnu vrijednost, izuzetno je mali broj hitnih stanja (svega par) koja se snimaju uređajima MR. Razlozi su razni, počevši od dostupnosti drugih radioloških (UZ, CT, ...) i ostalih dijagnostičkih metoda do same činjenica da su uređaji MR bitno manje dostupni.